# دون ديكنسون
دون ديكنسون (بالإنجليزية: Don Dickinson)‏ (1947، برينس ألبرت في كندا)؛ كاتب وروائي كندي.